# 東濃鉄道1形蒸気機関車
東濃鉄道1形蒸気機関車（とうのうてつどう1がたじょうききかんしゃ）は、東濃鉄道の前身である駄知鉄道が1922年（大正11年）の開業に当たって導入したタンク式蒸気機関車である。2両 (1, 2) が在籍していた。

## 概要
1922年1月11日、駄知鉄道新土岐津駅 - 下石駅開業時の蒸気機関車であり、1921年（大正10年）、雨宮製作所製運転整備重量20t級の飽和式単式2気筒、車軸配置0-6-0(C)形のウェルタンク機関車である。
2両のうち2は、1936年（昭和11年）12月15日から翌年2月14日まで、北恵那鉄道に貸し出されている。
1944年（昭和19年）、戦時統合により駄知鉄道が東濃鉄道駄知線となった後も駄知線で運用され、1950年（昭和25年）7月1日に駄知線が電化された後も予備機として残された。
1は、1951年（昭和26年）12月に廃車となり売却。後に建設省利根川工事事務所で1955年頃まで運用されていたという。2は、1952年（昭和27年）9月に廃車、解体された。

## 主要諸元
- 車軸配置 : 0-6-0（C）
- 形式 : ウェルタンク
- 全長 : 7,378mm
- 全高 : 3,657mm
- 全幅 : 2,463mm
- 動輪径 : 不明
- 弁装置 : 外側スティーブンソン式
- シリンダー（直径×行程） : 279mm×406mm
- ボイラー圧力 : 11.25atm
- 火格子面積 : 0.75m2
- 全伝熱面積 : 37.16m2
- 運転整備重量 : 21.6t
- 燃料種類 : 石炭